# Акчатауский сельский округ
Акчатауский сельский округ (каз. Ақшатау ауылдық округі) — административная единица в составе Шетского района Карагандинской области Казахстана. Административный центр — село Жарылгап батыр.
Население — 504 человек (2009; 829 в 1999, 1138 у 1989).

Прежнее название села Жарылгап-батыр — Жамши. Ликвидировано село Жартас.

## Состав
В состав округа входят следующие населённые пункты:
| Населённый пункт     | Население, человек (1989) | Население, человек (1999) | Население, человек (2009) |
| -------------------- | ------------------------- | ------------------------- | ------------------------- |
| Жарылгап батыр, село | 845                       | 603                       | 391                       |
| Каргалы, село        | 293                       | 226                       | 113                       |

### Зимовки
- с. Жарылгап батыр
  1. зимовка Аксай
  2. зимовка Бокай
  3. зимовка Жунди
  4. зимовка Каратас
  5. зимовка Карашилик
  6. зимовка Махор
  7. зимовка Сарыадыр
  8. зимовка Тастыкудук
  9. зимовка Акозек
- с. Каргалы
  1. зимовка Жартас
  2. зимовка Карасай
  3. зимовка Сарыозек
  4. зимовка Сулушокы
  5. зимовка Тоганбай
  6. зимовка Жосабай[4]